# Seseli asperulum
Seseli asperulum là một loài thực vật có hoa trong họ Hoa tán. Loài này được (Trautv.) Schischk. miêu tả khoa học đầu tiên năm 1950.